# Paramicrocheilinella
Paramicrocheilinella is een geslacht van uitgestorven kreeftachtigen uit de klasse van de Ostracoda (mosselkreeftjes).

## Soorten
- Paramicrocheilinella guangxiensis Sun, 1978 †
- Paramicrocheilinella ordovicia Li (Yu-Wen), 1989 †